# Philip Slier

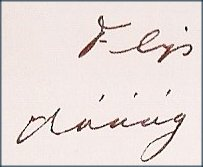
Ondertekening van Philip Slier onder een van zijn brieven.
("Flip
dááág")

Philip (Flip) Slier (Amsterdam, 4 december 1923 – Sobibór, 9 april 1943) was een Joodse typograaf uit Amsterdam, die in de Tweede Wereldoorlog vanuit Kamp Molengoot bij Hardenberg vele brieven schreef naar zijn ouders in Amsterdam. Een groot aantal daarvan is in 1997 teruggevonden.

## Biografie
Bij vrienden en familie stond Philip Slier bekend als 'Flip'. In 1942 vertrok hij op 18-jarige leeftijd uit Amsterdam naar Kamp Molengoot om als arbeider in het kamp te werken.
Slier kreeg ook brieven terug van zijn ouders, soms als enige in het kamp. Uit zijn eigen brieven blijkt dat zijn ouders erg ongerust waren over zijn situatie. Daarom sloot hij elke brief met optimisme af. Zijn ouders durfden blijkbaar zijn brieven niet te bewaren, want Slier schreef in de brief van 3 juni 1942: "Waarom bewaren jullie mijn brieven niet?" en "Pa, bewaar de brieven maar gerust. Leg ze maar ergens in een hoekje dan heeft niemand er erg in." Deze brieven heeft zijn vader dus inderdaad bewaard. Op den duur werd het toezicht in het kamp strenger en mocht nog hoogstens tweemaal per week een brief worden verstuurd, die bovendien werd gecensureerd. Nadat dit bekendgemaakt was schreef Slier, in de laatste ongecensureerde brief: "Als de rotzooi mij verveelt neem ik de benen. Op slaag na is het een volledig concentratiekamp. Misschien komt dit ook nog wel".
De Joden die in Kamp Molengoot werkten zouden uiteindelijk via Kamp Westerbork naar concentratiekampen in Polen gedeporteerd worden. Slier zelf heeft dit moment niet meegemaakt, want in de nacht van 2 op 3 oktober vluchtte hij uit het kamp en ging hij terug naar Amsterdam. Van daaruit wilde hij naar Zwitserland vluchten. Hij werd echter op Station Amsterdam Centraal aangehouden en naar Kamp Vught gedeporteerd. Vervolgens werd hij naar het vernietigingskamp Sobibór doorgezonden waar hij op 9 april 1943 werd vergast. Zijn ouders overleden daar ook, beiden op 4 juni 1943. Vrijwel de gehele familie Slier is in de concentratiekampen overleden; zes van de 56 familieleden overleefden de oorlog.

## Vondst brieven
In 1997 vond een aannemer twee bundels van in totaal circa 83 brieven en briefkaarten en een telegram van Slier in het plafond van het huis in Amsterdam waar de familie Slier had gewoond. Deze bleken geschreven te zijn van april tot oktober 1942, tijdens zijn gevangenschap in het kamp.
Deze brieven zijn in 1999 verschenen in het boek Tot ziens in vrij Mokum van Elma Verhey. De titel is een citaat van Slier waarmee hij zijn brieven vaak afsloot.  In 2007 verschenen de brieven ook in het boek Hidden Letters, waar de geschiedenis van Slier verder ook de basis van vormt. Het boek is grotendeels samengesteld door Deborah Slier, een nicht van Philip. Het boek is niet in Nederland uitgegeven.